# Mandorla

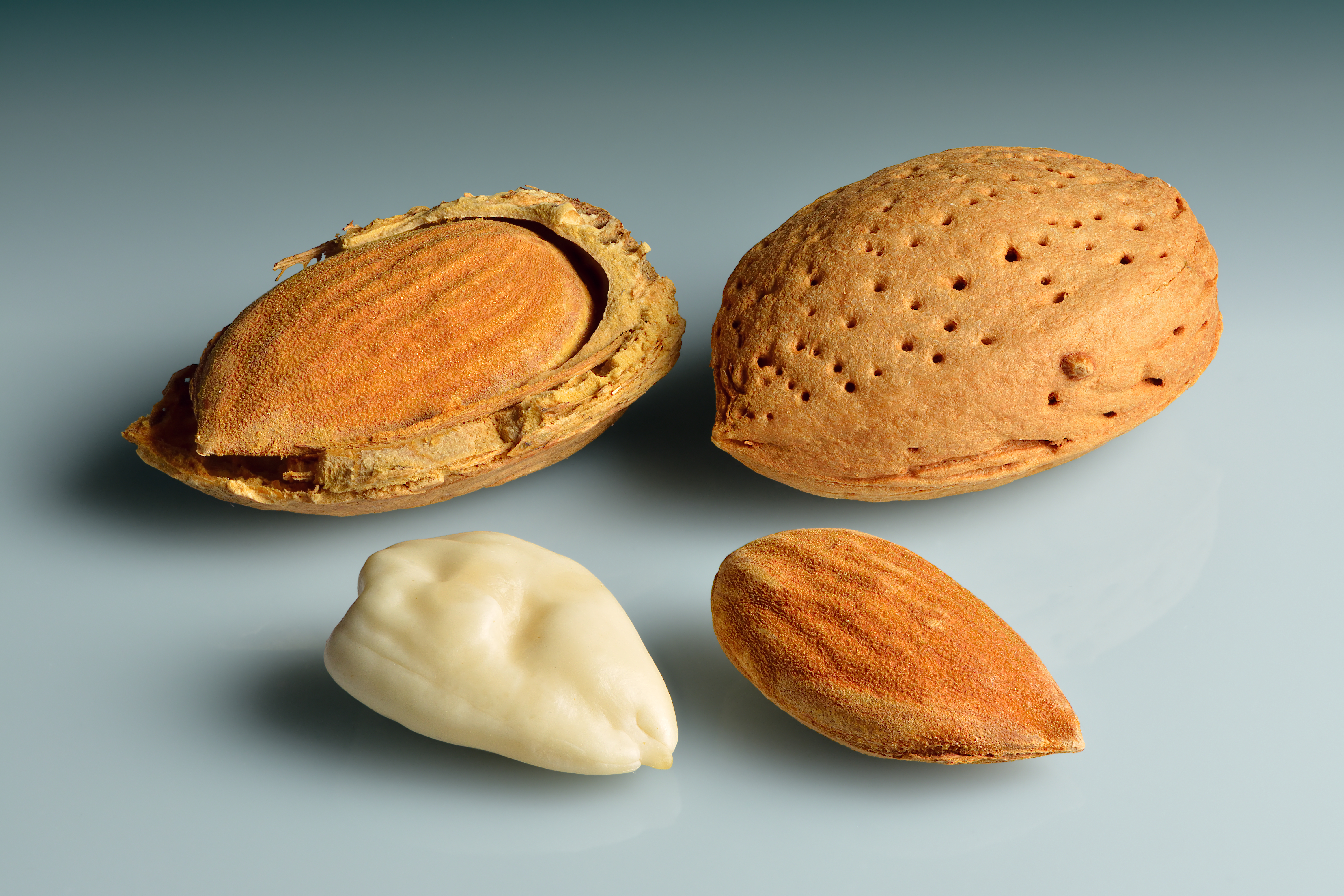

La mandorla è il seme commestibile del mandorlo.

## Informazioni nutrizionali
Come tutti i semi oleaginosi, la mandorla ha un alto contenuto calorico, pari a circa 500-600 kcal/100 g, ed è costituita per il 50% da lipidi; i suoi grassi sono per la maggior parte insaturi.
100 grammi di mandorle dolci contengono: 571 calorie, 24,19 g di proteine, 50,61 g di grassi, 2,74 g di carboidrati con 80 g edibili; la vitamina E è presente in ragione di 23,6–26 mg su 100 g di prodotto edibile.
Il minerale più rappresentato nella mandorla è il magnesio (100 g di mandorle sgusciate ne contengono 270 mg circa). Il ferro è circa 3 mg, il calcio 220 mg.

## Utilizzi

### Uso alimentare
Le mandorle sono un ingrediente molto utilizzato in diverse cucine tradizionali nell'area del Mediterraneo, in particolare nella cucina siciliana, sia nel dolce che nel salato. Si raccolgono a mano e con delle verghe (bastoni flessibili lunghi dai 3 ai 5 m) nel periodo agosto-settembre e sono usate sia in cucina (pesto alla trapanese) che in pasticceria (confetti, biscotti, pasticcini, marzapane).
Una tra le bevande più diffuse preparate con le mandorle è il latte di mandorla, una bibita molto energetica (la mandorla contiene una significativa percentuale di proteine, preziose vitamine del gruppo B1 e B2, magnesio, ferro e calcio) utilizzata soprattutto nelle calde estati dei Paesi mediterranei. Si prepara con le mandorle dolci e lo zucchero.

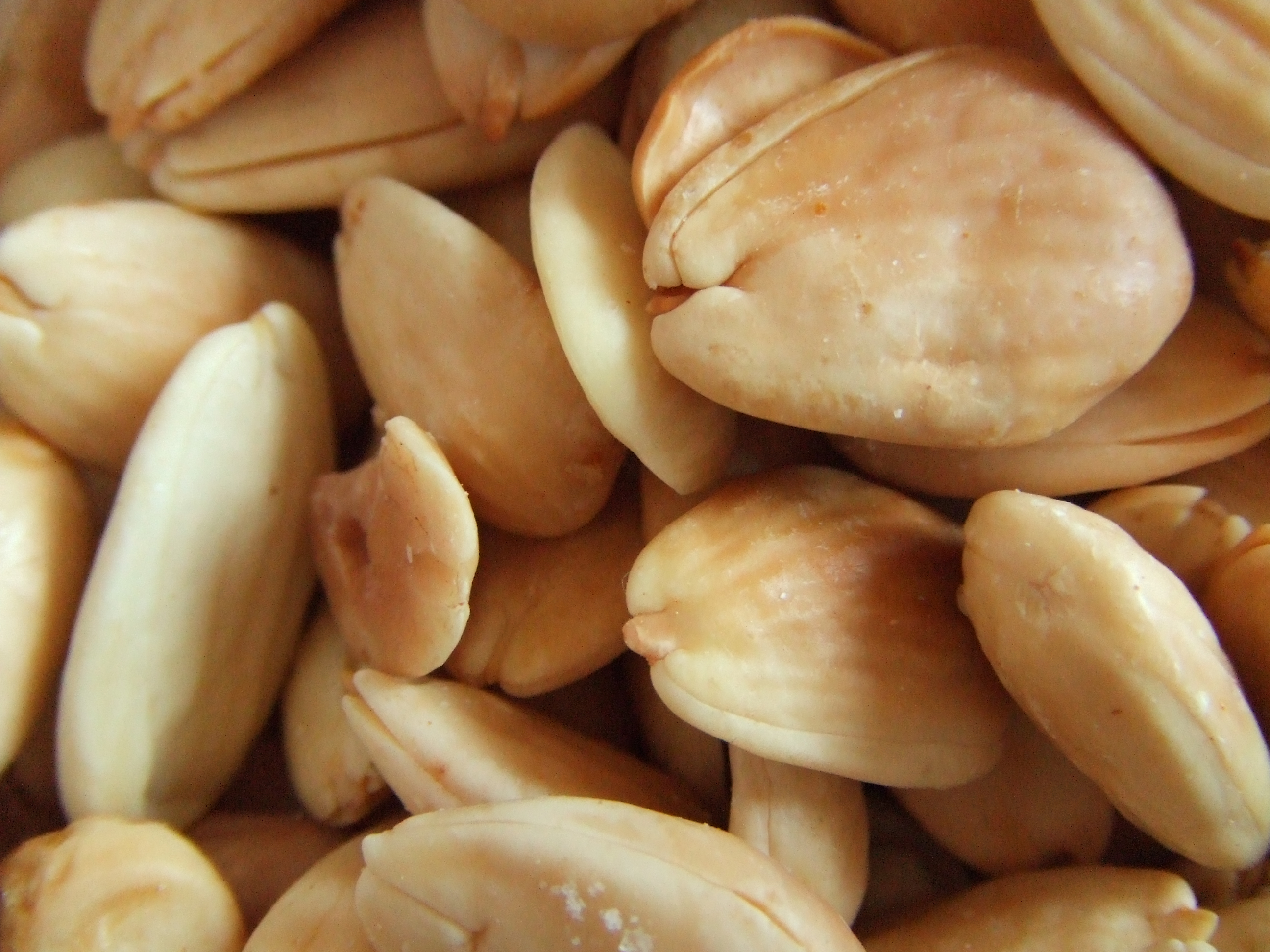
Mandorle tostate
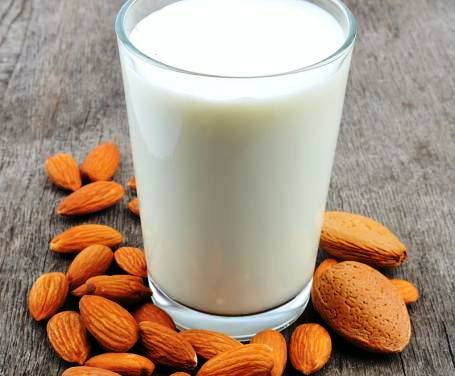
Latte di mandorla
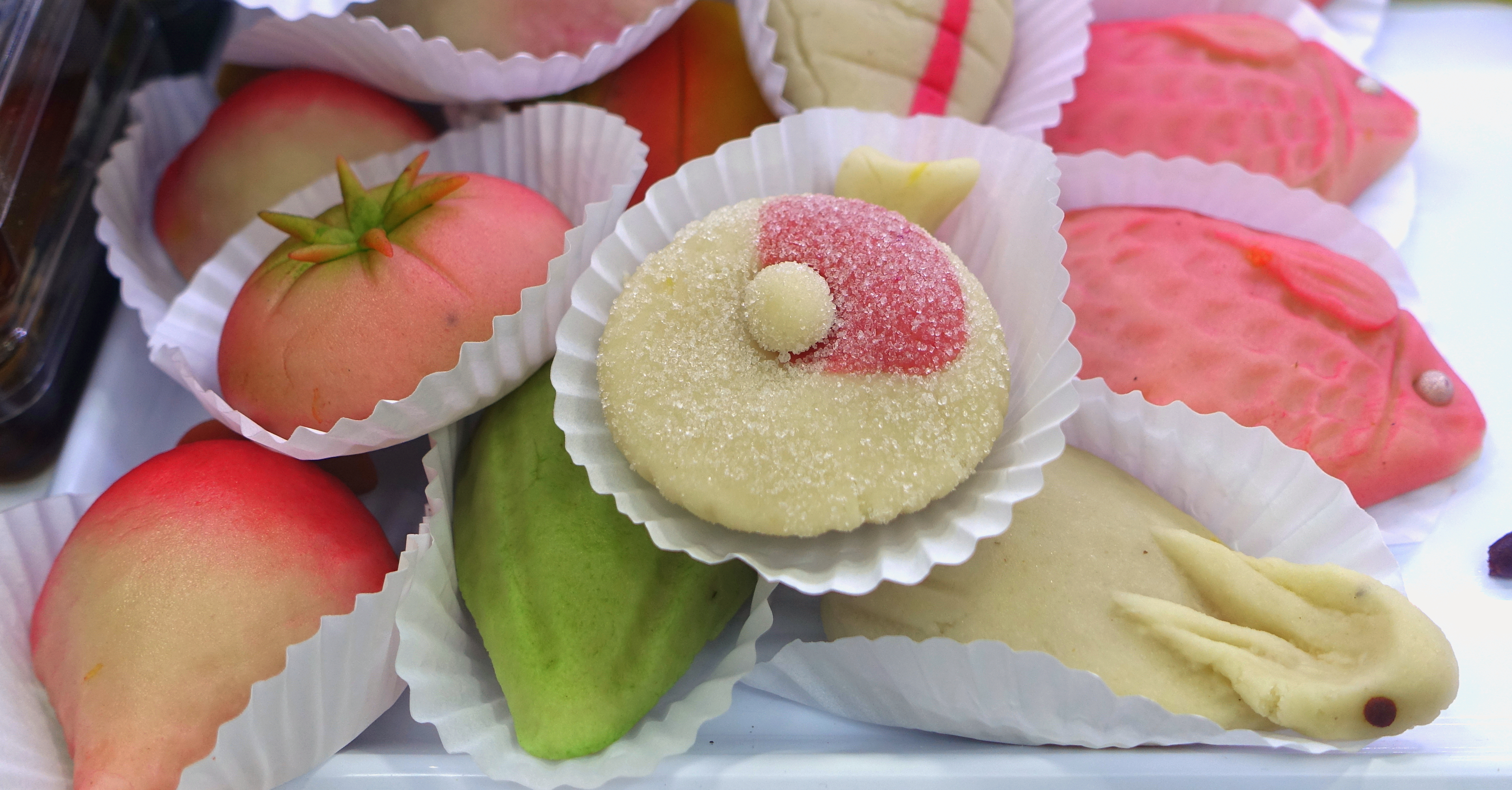
Dolcetti di marzapane
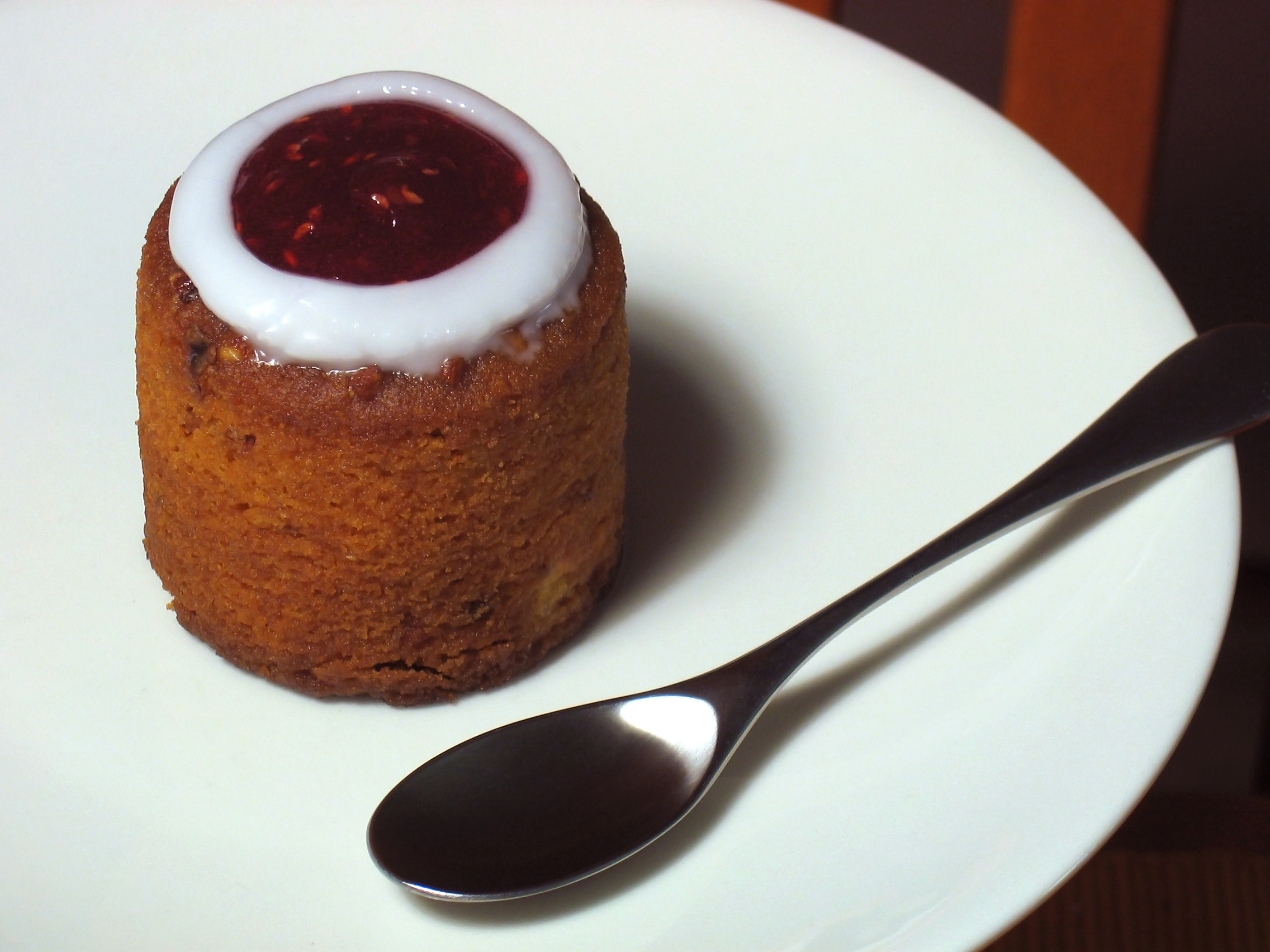
Runebergintorttu
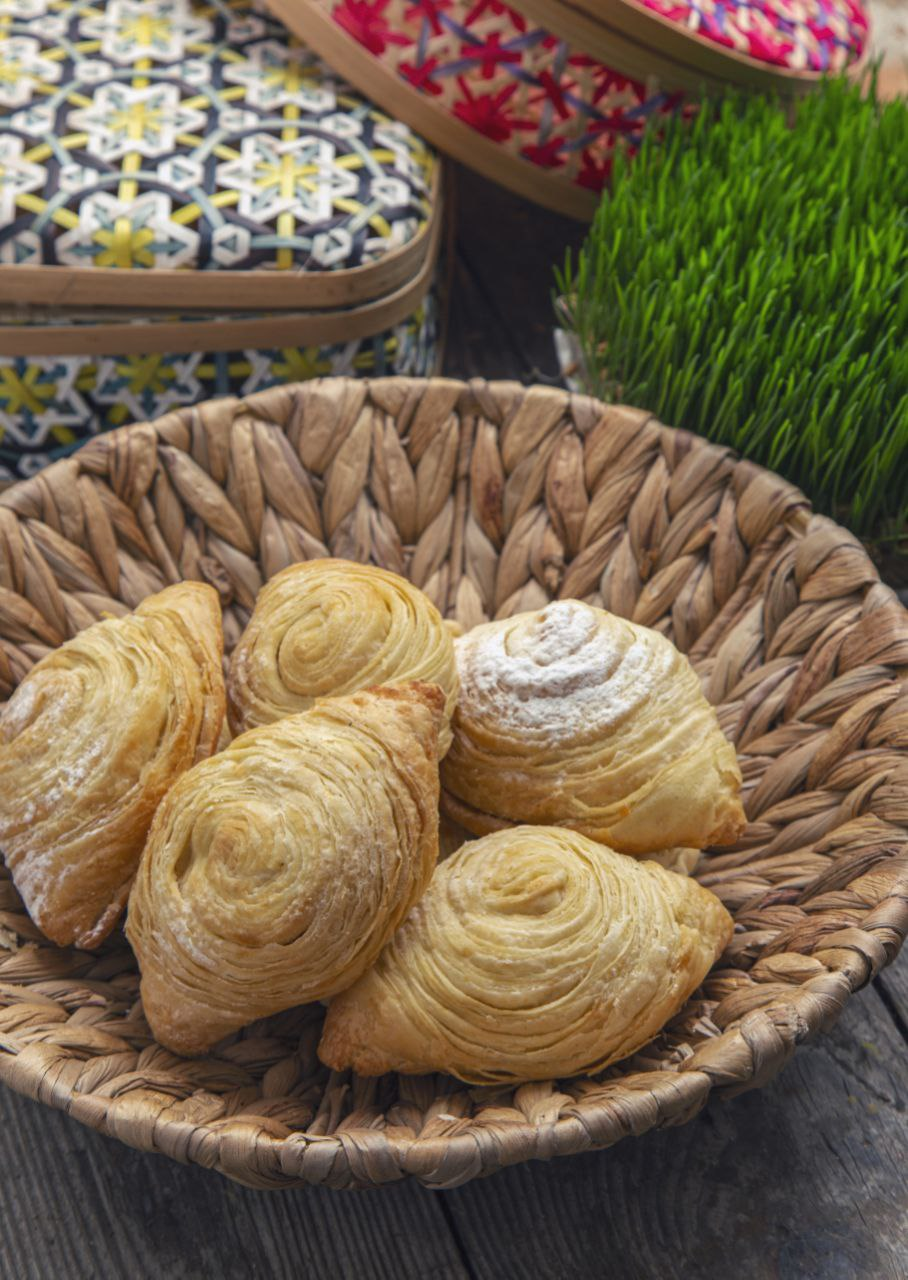
Badambura
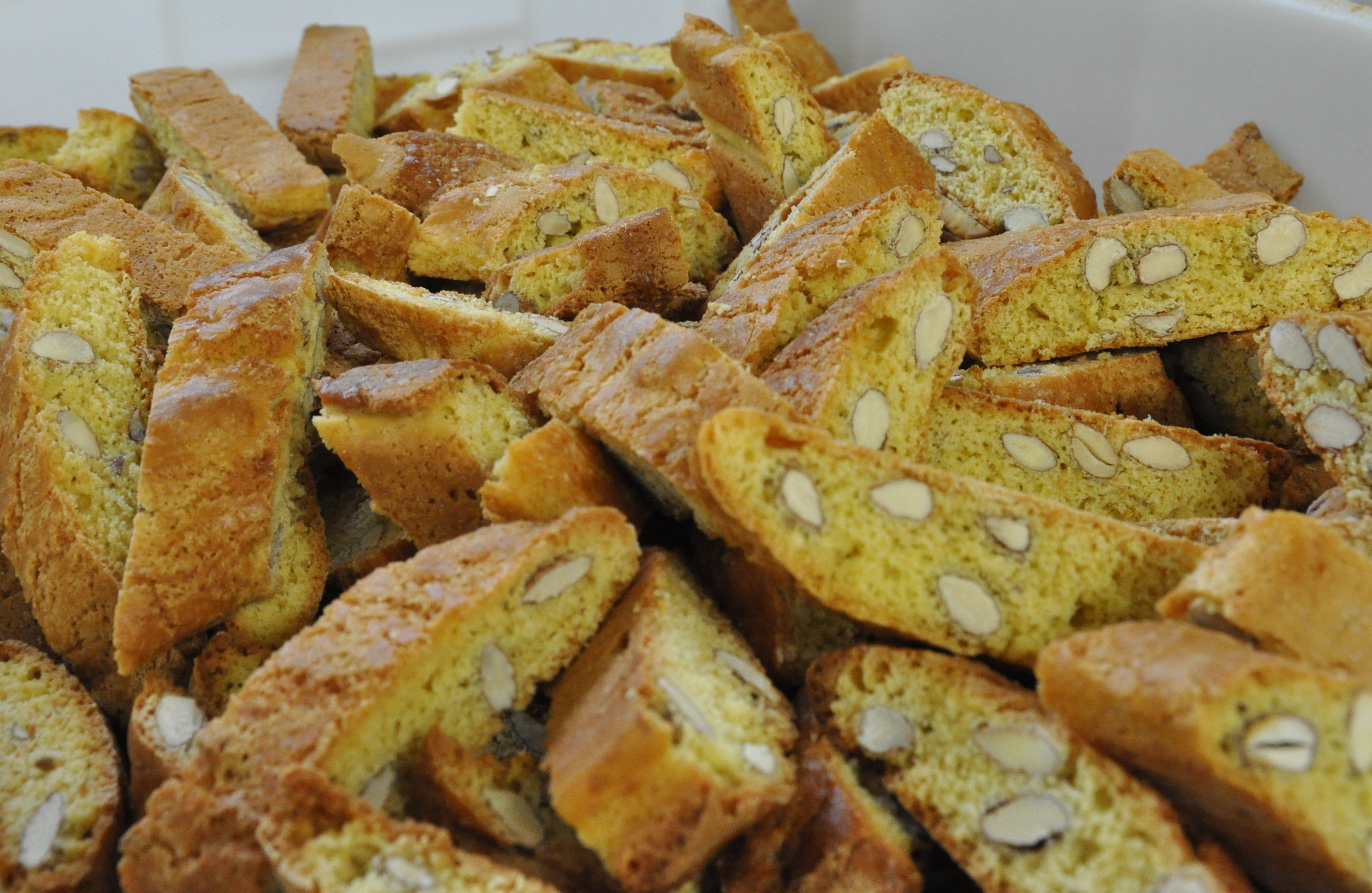
Cantuccini

### Utilizzo terapeutico
Le mandorle sono particolarmente indicate nelle diete di soggetti con patologie croniche e metaboliche, come diabete di tipo 2 e ipercolesterolemia. Due studi scientifici supportano questa tesi: nel primo, del 2011, è stato dimostrato che l'introduzione di 56 gr di mandorle nella dieta quotidiana ha effetti benefici sul controllo glicemico, sul profilo lipidico e sui depositi di grasso. Questi effetti sembrerebbero in grado di abbassare il rischio di malattie cardiovascolari in pazienti con diabete di tipo 2. Il secondo studio, condotto dall'American Diabetes Association, ha evidenziato come una dieta che comprenda il 20% delle calorie che derivano dalle mandorle per un periodo di 16 settimane aumenti la sensibilità all'insulina e faccia diminuire i livelli di colesterolo LDL in persone con pre-diabete.

### Nella cosmesi
Dal frutto del mandorlo si estrae, tramite spremitura a freddo, un olio limpido e inodore che si usa come emolliente per le pelli secche e sensibili. L'olio di mandorle dolci è altamente eudermico, non comedogenico e di facile assorbibilità, ricco in vitamina E, B e minerali. Può essere usato come olio da massaggio, anche aromatizzato con oli essenziali (in concentrazione tra lo 0,5 e il 3%) per profumare la pelle o usato come base per unguenti e creme da massaggio.

## Varietà
Le mandorle sono per lo più dolci, ma esiste una parte di coltivazione di mandorle amare: questi semi sono considerati tossici perché contengono amigdalina che può causare avvelenamento da cianuro; se ingerite in quantità possono provocare cefalee, vomito e nei casi più gravi la morte, soprattutto nei bambini. Tuttavia in quantità confacenti (e spesso in associazione con le mandorle dolci) vengono impiegate in preparazioni per l'alimentazione come gli amaretti, a cui danno un gusto e una palatabilità particolare e inconfondibile; si usano altresì per produrre liquori, estratti per dolci e insaporire alimenti tradizionali.
Le armelline sono, invece, i semi contenuti nei noccioli di albicocca e pesca. Si deve anche considerare che le armelline vengono lavorate industrialmente per togliere l'amaro: si ottengono così le “armelline dolci”, concorrenti delle mandorle dolci, con un prezzo di norma inferiore del 30-40%.

## Produzione
| I maggiori produttori di mandorla nel 2020 | I maggiori produttori di mandorla nel 2020 |
| Paese                                      | Produzione (tonnellate)                    |
| ------------------------------------------ | ------------------------------------------ |
| Stati Uniti                                | 2 370 021                                  |
| Spagna                                     | 416 950                                    |
| Australia                                  | 221 886                                    |
| Iran                                       | 164 348                                    |
| Turchia                                    | 159 187                                    |
| Marocco                                    | 134 436                                    |
| MONDO                                      | 4 140 043                                  |

### Italia
In Italia la mandorla è riconosciuta come un prodotto tipico siciliano, sardo, calabrese e pugliese, inserito nella lista dei prodotti agroalimentari tradizionali italiani (P.A.T.) del Ministero delle politiche agricole alimentari e forestali (Mipaaf).

## Prodotti tipici

### Italia
- Mandorlato: dolce natalizio tipico di alcune zone del Veneto
- Cantuccio
- Ricciarelli di Siena.[8]
- Amaretto di Saronno.[9]
- Amaretti
- Mandorle atterrate pugliesi
- Biscotto di Ceglie
- Cupeta
- Brutti ma buoni
- Torroncino siciliano (specie zona etnea)
- Biscotti in pasta di mandorla siciliani
- Frutta di Martorana tipica siciliana

### Grecia
La maggior parte della produzione in Grecia proviene dalla regione di Almyros.